# Лас-Палмас II (Техас)
Лас-Палмас II (англ. Las Palmas II) — переписна місцевість (CDP) в США, в окрузі Камерон штату Техас. Населення — 891 особа (2020).

## Географія
Лас-Палмас II розташований за координатами 26°12′6″ пн. ш. 97°44′15″ зх. д. / 26.20167° пн. ш. 97.73750° зх. д. (26.201711, -97.737596).  За даними Бюро перепису населення США в 2010 році переписна місцевість мала площу 0,79 км², з яких 0,78 км² — суходіл та 0,01 км² — водойми.

## Демографія
Згідно з переписом 2010 року, у переписній місцевості мешкало 1605 осіб у 359 домогосподарствах у складі 321 родини. Густота населення становила 2028 осіб/км².  Було 379 помешкань (479/км²).
Расовий склад населення:
| - 89,6 % — білих - 1,3 % — корінних американців - 0,2 % — чорних або афроамериканців - 0,2 % — азіатів - 6,9 % — осіб інших рас |

До двох чи більше рас належало 1,7 %. Частка іспаномовних становила 95,0 % від усіх жителів.
За віковим діапазоном населення розподілялося таким чином: 41,4 % — особи молодші 18 років, 52,7 % — особи у віці 18—64 років, 5,9 % — особи у віці 65 років та старші. Медіана віку мешканця становила 23,7 року. На 100 осіб жіночої статі у переписній місцевості припадало 97,9 чоловіків;  на 100 жінок у віці від 18 років та старших — 95,0 чоловіків також старших 18 років.
Середній дохід на одне домашнє господарство  становив 26 683 долари США (медіана — 12 414), а середній дохід на одну сім'ю — 24 846 доларів (медіана — 12 083). За межею бідності перебувало 67,4 % осіб, у тому числі 82,6 % дітей у віці до 18 років та 82,0 % осіб у віці 65 років та старших.
Цивільне працевлаштоване населення становило 340 осіб. Основні галузі зайнятості: освіта, охорона здоров'я та соціальна допомога — 30,6 %, сільське господарство, лісництво, риболовля — 16,5 %, оптова торгівля — 16,2 %.